# Sheila Guijarro
Sheila Guijarro Gómez (Puebla de Farnals, 26 de septiembre de 1996) es una futbolista española. Juega de delantera y su equipo actual es el Atlético de Madrid de la Primera División de España. Es subcampeona de Europa sub-19. 

## Trayectoria

### Inicios en el Levante
Jugó en el filial del Levante. Debutó con 15 años en Primera División de la mano de Antonio Contreras el 13 de mayo de 2012 al saltar al campo en la segunda mitad sustituyendo a Mariajo en la victoria por 5-0 ante el Collerense. Mientras jugaba con el filial siguió participando con el primer equipo. Su primer gol llegó el 9 de diciembre de 2012 ante el Lagunak, y marcó el gol decisivo en la victoria en el descuento por la mínima ante el Sant Gabriel. En la temporada 2012-13 marcó 3 goles en 245 minutos y el Levante acabó en cuarta posición. En la temporada 2013-14 su participación subió hasta los 532 minutos, marcando dos goles, y el equipo terminó en quinta posición. Jugó los cuatro partidos que el Levante jugó en la Copa de la Reina, en la que cayeron en semifinales ante el Athletic.
En 2014 pasó a formar parte del primer equipo granota, y se hizo con un puesto en el once titular, jugando de salida 20 de los 28 partidos en los que participó. Marcó cinco tantos en Liga y fueron quintas de nuevo. Sus buenas actuaciones llevaron a ser nominada al Once de Fútbol Draft. En la temporada 2015-16 el Levante cambió de entrenador y Sheila sufrió varias lesiones en su tobillo, por lo que jugó poco a principio de temporada y participó más en la segunda vuelta, a pesar de lo cual mantuvo la cifra de goles anotados, con 5 tantos, y el Levante concluyó el campeonato en cuarta posición. Sheila Guijarro renovó su contrato a final de temporada, que el club anunció definiéndola como «una de las futbolistas más importantes de la plantilla.» La temporada 2016-17 sus problemas de tobillo le impidieron apenas participar con el equipo durante todo el año, y acabó dejando el club al finalizar la temporada.

### Experiencia en Segunda División
Pasó a jugar en el Málaga C. F., que jugaba en Segunda División y estaba entrenado por Antonio Contreras. Tras una gran temporada fueron campeonas de su grupo con 23 victorias, 2 empates y 1 derrota, con tres puntos de ventaja sobre el Granada. En la Promoción de Ascenso fueron campeonas tras superar al Femarguín y Sporting Plaza Argel con cuatro victorias en cuatro encuentros y lograron el ascenso a Primera División.
Un año después fichó por el Villarreal C. F., que la definió como «una delantera centro con facilidad para llegar al área y encontrar portería», y que también militaba en Segunda División. En su primera temporada no lograron el ascenso a Primera División, pero sí a la recién creada Primera B al derrotar al Levante "B" por 1-3 en el campo granota. El equipo terminó en tercera posición del Grupo VII de la Segunda División Femenina y finalmente obtuvo una plaza para la nueva segunda categoría nacional. En la temporada 2019-20, que finalizó antes de lo previsto debido a la pandemia de COVID-19 en España, el Villarreal terminó en cuarta posición del Grupo Sur, por lo que volvería a disputar la misma categoría la temporada siguiente. En la temporada 2020-21, el Villarreal Club de Fútbol finalizó en primera posición en el Grupo Sur B de la Segunda División Femenina de España. En la Segunda fase fue enmarcado en el Grupo Sur C. El 25 de abril, tras vencer por 4 a 0 al CFF Cáceres en el campo 5 de la Ciudad Deportiva del Villarreal, logró, por primera vez, el ascenso a la Primera División Femenina de España. Sheila Guijarro fue la máxima goleadora de la Segunda División con 16 tantos.

### Consolidación en Primera División
Fue la autora del gol que dio la primera victoria del Villarreal en Primera, así como el de la salvación. Fueron duodécimas y  ella contribuyó con 8 goles. En la temporada 2022-23 tuvo un rol todavía más importante pues esquivaron el descenso por dos puntos y 13 de los 27 goles de su equipo, casi la mitad.Tras permanecer cinco temporadas en el equipo y marcar 55 goles en 132 partidos se convirtió en la jugadora con más partidos jugados y máxima goleadora.
En 2023 fichó por el Atlético de Madrid. Empezó la temporada en una gran forma y se hizo con la titularidad en las filas rojiblancas y fue elegida mejor jugadora del equipo del mes de noviembre. Con un gran acierto de cara a portería, incluyendo cuatro goles ante el Valencia, estuvo pugnando por el trofeo Pichichi en la primera vuelta y se empezó a reclamar su presencia en la selección española. Fue protagonista en el derbi contra el Real Madrid al marcar un gol y posteriormente recibir un codazo en el área no sancionado por el que tuvo que ser trasladada al hospital. Tras la eliminación de Copa en semifinales y un mal resultado liguero Manolo Cano fue destituido y lo sustituyó el entrenador del segundo filial Arturo Ruiz. Perdió la titularidad en favor de Ludmila, aunque siguió teniendo bastantes minutos. Encadenaron varias victorias consecutivas y finalmente lograron el objetivo de clasificarse para la Liga de Campeones tras ser terceras en liga,y fue la máxima anotadora del equipo.
En su segunda temporada empezó jugando varios partidos de titular, pero la falta de gol hizo que fuese cediendo protagonismo a Gio, máxima goleadora del equipo, y compartiese un rol secundario con Synne Jensen. Acabó marcando 5 goles en 32 encuentros, muchos de ellos como suplente, pero su trabajo le valió que el Atlético de Madrid renovase su contrato un año más. El Atlético de Madrid, dirigido este año por Víctor Martín, se clasificó para la Liga de Campeones en la última jornada y alcanzó la final de la Copa de la Reina, aunque cayó en la ronda previa de la competición europea y en la semifinal de la Supercopa.

## Selección nacional
Jugó con las selecciones juveniles valencianas, llegando a ser clave para el pase a la Fase Final del Campeonato de España sub-18 en 2014.
Fue convocada en varias ocasiones a principios de 2013 con la selección sub-17 para participar en unos ejercicios, pero no llegó a debutar en esta categoría.
Pasó a ser convocada con la selección sub-19 en octubre de 2013. Debutó como titular en la Ronda Élite del Campeonato Europeo Sub-19 el 5 de abril de 2014 con victoria por 2-0 ante Portugal, y marcó su primer gol en el siguiente partido ante Bielorrusia (10-0), donde fue suplente Volvió a ser titular en el tercer partido ante Suiza, que acabó con victoria por 1-0 y selló el pase a la Fase Final.
El 17 de junio fue convocada para disputar la Fase Final, que se disputó en Noruega. Fue suplente en el primer partido ante Irlanda, que acabó con derrota por 1-0. No participó en las victorias ante Suecia e Inglaterra, que permitieron a España clasificarse como segunda de grupo. Volvió a contar con algunos minutos en la semifinal ante Noruega, que ganó España por 2-0. No participó en la final, en la que España cayó ante Países Bajos y donde Sheila Guijarro junto con sus compañeras se proclamó subcampeona de Europa sub-19.

## Estadísticas

### Clubes
Actualizado al último partido jugado el 7 de junio de 2025.
| Club | Div.          | Temporada     | Liga  | Liga  | Liga   | Copas nacionales(1) | Copas nacionales(1) | Copas nacionales(1) | Copas internacionales(2) | Copas internacionales(2) | Copas internacionales(2) | Total | Total | Total  | Media goleadora(3) |
| Club | Div.          | Temporada     | Part. | Goles | Asist. | Part.               | Goles               | Asist.              | Part.                    | Goles                    | Asist.                   | Part. | Goles | Asist. | Media goleadora(3) |
| --- | ------------- | ------------- | ----- | ----- | ------ | ------------------- | ------------------- | ------------------- | ------------------------ | ------------------------ | ------------------------ | ----- | ----- | ------ | ------------------ |
| Levante U. D. · España |               |               |       |       |        |                     |                     |                     |                          |                          |                          |       |       |        |                    |
| 1.ª | 2011-12       | 1             | 0     |       | -      | -                   | -                   | -                   | -                        | -                        | 1                        | 0     |       | -      |                    |
| 1.ª | 2012-13       | 18            | 3     |       | -      | -                   | -                   | -                   | -                        | -                        | 18                       | 3     |       | 0.17   |                    |
| 1.ª | 2013-14       | 14            | 2     |       | 4      | 0                   |                     | -                   | -                        | -                        | 18                       | 2     |       | 0.11   |                    |
| 1.ª | 2014-15       | 28            | 5     |       | 1      | 0                   |                     | -                   | -                        | -                        | 29                       | 5     |       | 0.17   |                    |
| 1.ª | 2015-16       | 23            | 5     |       | 2      | 0                   |                     | -                   | -                        | -                        | 25                       | 5     |       | 0.25   |                    |
| 1.ª | 2016-17       | 3             | 0     |       | -      | -                   | -                   | -                   | -                        | -                        | 3                        | 0     |       | -      |                    |
| Total club | Total club    | 87            | 15    |       | 7      | 0                   |                     | -                   | -                        | -                        | 94                       | 15    |       | 0.16   |                    |
| Málaga C. F. · España |               |               |       |       |        |                     |                     |                     |                          |                          |                          |       |       |        |                    |
| 2.ª | 2017-18       | 30            | 21+   | 7+    | -      | -                   | -                   | -                   | -                        | -                        | 30                       | 21+   | 7+    | 0.70   |                    |
| Total club | Total club    | 30            | 21+   | 7+    |        |                     |                     |                     |                          |                          | 30                       | 21+   | 7+    | 0.70   |                    |
| Villarreal C. F. · España |               |               |       |       |        |                     |                     |                     |                          |                          |                          |       |       |        |                    |
| 2.ª | 2018-19       | 28            | 10    |       | -      | -                   | -                   | -                   | -                        | -                        | 28                       | 10    |       | 0.36   |                    |
| 2.ª | 2019-20       | 21            | 7     |       | -      | -                   | -                   | -                   | -                        | -                        | 21                       | 7     |       | 0.33   |                    |
| 2.ª | 2020-21       | 22            | 16    |       | -      | -                   | -                   | -                   | -                        | -                        | 22                       | 16    |       | 0.73   |                    |
| 1.ª | 2021-22       | 28            | 8     | 2     | 1      | 1                   |                     | -                   | -                        | -                        | 29                       | 9     | 2+    | 0.31   |                    |
| 1.ª | 2022-23       | 29            | 13    | 0     | 3      | 0                   |                     | -                   | -                        | -                        | 32                       | 13    |       | 0.41   |                    |
| Total club | Total club    | 128           | 54    | 2+    | 4      | 1                   |                     |                     |                          |                          | 132                      | 55    | 2+    | 0.42   |                    |
| Atlético de Madrid · España |               |               |       |       |        |                     |                     |                     |                          |                          |                          |       |       |        |                    |
| 1.ª | 2023-24       | 29            | 13    | 1     | 4      | 1                   | 0                   | -                   | -                        | -                        | 33                       | 14    | 1     | 0.42   |                    |
| 1.ª | 2024-25       | 27            | 3     | 1     | 5      | 1                   | 0                   | 2                   | 1                        | 1                        | 34                       | 5     | 2     | 0.15   |                    |
| Total club | Total club    | 56            | 16    | 2     | 9      | 2                   | 0                   | 2                   | 1                        | 1                        | 67                       | 19    | 3     | 0.28   |                    |
| Total carrera | Total carrera | Total carrera | 301   | 106+  | 11+    | 20                  | 3                   |                     | 2                        | 1                        | 1                        | 323   | 110+  | 12+    | 0.34               |
| (1) Incluye datos de Copa de la Reina y la Supercopa. (2) Incluye datos de Liga de Campeones Femenina de la UEFA. (3) No incluye goles en partidos amistosos. |               |               |       |       |        |                     |                     |                     |                          |                          |                          |       |       |        |                    |

### Selección
Actualizado al último partido jugado el 24 de julio de 2014.
| Selecciones | Año           | Continental(4) | Continental(4) | Continental(4) | Mundial | Mundial | Mundial | Amistosos (5) | Amistosos (5) | Amistosos (5) | Total | Total | Total  | Media goleadora |  |
| Selecciones | Año           | Part.          | Goles          | Asist.         | Part.   | Goles   | Asist.  | Part.         | Goles         | Asist.        | Part. | Goles | Asist. | Media goleadora |  |
| --- | ------------- | -------------- | -------------- | -------------- | ------- | ------- | ------- | ------------- | ------------- | ------------- | ----- | ----- | ------ | --------------- |  |
| Sub-19 | 2014          | 5              | 1              | 0              |         |         |         |               |               |               | 5     | 1     | 0      | 0.20            |  |
| Sub-19 | Total         | 5              | 1              | 0              |         |         |         |               |               |               | 5     | 1     | 0      | 0.20            |  |
| Total carrera | Total carrera | 5              | 1              | 0              |         |         |         |               |               |               | 5     | 1     | 0      | 0.20            |  |
| |               |                |                |                |         |         |         |               |               |               |       |       |        |                 |  |
| (4) Se incluyen Campeonatos Europeos y sus fases de Clasificación. (5) Sólo se incluyen partidos contra selecciones nacionales. |               |                |                |                |         |         |         |               |               |               |       |       |        |                 |  |

#### Participaciones en Eurocopas
| Competición         | Categoría | Sede    | Resultado  | Partidos | Goles |
| ------------------- | --------- | ------- | ---------- | -------- | ----- |
| Europeo Sub-19 2014 | Sub-19    | Noruega | Subcmpeona | 2        | 0     |
| Total               | –         | –       | –          | 2        | 0     |